# Pennsylvanien
| Systeem                                                              | Subsysteem (NW-Europa) | Etage (NW-Europa) | Serie (ICS)   | Etage (ICS) | Ouderdom (Ma) |
| -------------------------------------------------------------------- | ---------------------- | ----------------- | ------------- | ----------- | ------------- |
| Perm                                                                 | Rotliegend             | Autunien          | Cisuralien    | Asselien    | jonger        |
| Carboon                                                              | Silesien               | Stephanien        | Pennsylvanien | Gzhelien    | 298,9–303,7   |
| Carboon                                                              | Silesien               | Westfalien        | Pennsylvanien | Kasimovien  | 303,7–307,0   |
| Carboon                                                              | Silesien               | Westfalien        | Pennsylvanien | Moscovien   | 307,0–315,2   |
| Carboon                                                              | Silesien               | Westfalien        | Pennsylvanien | Bashkirien  | 315,2–323,2   |
| Carboon                                                              | Silesien               | Namurien          | Pennsylvanien | Bashkirien  | 315,2–323,2   |
| Carboon                                                              | Silesien               | Mississippien     | Serpukhovien  | 323,2–330,9 |               |
| Carboon                                                              | Dinantien              | Mississippien     | Viséen        | Viséen      | 330,9–346,7   |
| Carboon                                                              | Dinantien              | Mississippien     | Tournaisien   | Tournaisien | 346,7–358,9   |
| Devoon                                                               | Boven                  | Famennien         | Boven         | Famennien   | ouder         |
| Indeling van het Carboon gebruikt in Noord-Europa en volgens de ICS. |                        |                   |               |             |               |

Het Pennsylvanien (Vlaams: Pennsylvaniaan, Engels: Pennsylvanian) is in de geologische tijdschaal van de ICS een tijdvak in de periode Carboon (of een serie in het systeem Carboon). Het Pennsylvanian duurde van 323,2 ± 0,4 tot 298,9 ± 0,2 Ma en is genoemd naar de staat Pennsylvania.
In Noord-Amerika werd het Carboon vroeger gezien als twee periodes, Mississippian en Pennsylvanian, zodat het Pensylvanian in de Noord-Amerikaanse tijdschalen dus een eigen periode was. Behalve wanneer men het heeft over de Noord-Amerikaanse geologie werd en wordt de naam echter niet of nauwelijks gebruikt. In Europa en Rusland spreekt men meestal van "Laat-Carboon" of Silesien. De in de Europese geologie gebruikte serie Silesien beslaat een iets grotere tijdspanne. Het Pennsylvanian bevat de laatste vier tijdvakken van het Carboon: het Bashkirien, het Moscovien, het Kasimovien en het Gzhelien. In Noord-Amerika wordt de serie Pennsylvanian opgedeeld in de etages Morrowan, Deryan, Desmoinesian, Missourian en Virgillian.
De tweedeling in de Noord-Amerikaanse stratigrafie van het Carboon komt voort uit een grote discordantie, die veroorzaakt werd door de Alleghenische orogenese waarbij de Appalachen ontstonden. Deze tektonische gebeurtenis is in Europa echter niet zichtbaar, waardoor daar de Laat- en Vroeg-Carbone sedimenten een min of meer continu concordant pakket vormen.